# Cupa Moldovei 2015-2016
La Cupa Moldovei 2015-2016 è stata la 25ª edizione della coppa nazionale moldava, che è iniziata il 22 agosto 2014 (con gli incontri del primo turno preliminare) ed è terminata il 25 maggio 2015 con la finale. Lo Zarea Bălți ha vinto il trofeo per la prima nella sua storia.

## Formula
Il torneo si svolge con turni ad eliminazione diretta in gara unica. Nei turni preliminari si affrontano le squadre militanti in Divizia B e Divizia A con gli accoppiamenti stabiliti in base a criteri geografici. A partire dai sedicesimi di finale entrano nella competizione quattro club della massima serie con i rimanenti già qualificati agli ottavi di finale.

## Primo turno preliminare
| Squadra 1           | Risultato       | Squadra 2               |
| ------------------- | --------------- | ----------------------- |
| 22 agosto 2015      |                 |                         |
| CF Rîșcani          | 2 - 0           | FC Grănicerul           |
| CS Drochia          | 2 - 0           | Fălești                 |
| FC Cotiujenii Mari  | 0 - 2           | Florești                |
| FC Bogzești         | 0 - 2           | FC Telenești            |
| FC Cruiz            | 0 - 2           | CS Intersport Sănătăuca |
| FC Boldurești       | 3 - 0           | FC Codru Junior         |
| Anina-ȘS Anenii Noi | 3 - 4           | Sinteza Căușeni         |
| FC Sireți           | 1 - 0           | CFR Ialoveni            |
| 23 agosto 2015      |                 |                         |
| CS Politeh Chișinău | 5 - 3 (dts)     | CSF Cricova             |
| FC Trachia Taraclia | 1 - 1 (4-2 dtr) | FC Slobozia Mare        |
| Sparta Selemet      | 2 - 1           | FC Maiak Chirsova       |
| FC Congaz           | 0 - 5           | FC Cahul-2005           |

## Secondo turno preliminare
| Squadra 1      | Risultato | Squadra 2       |
| -------------- | --------- | --------------- |
| 29 agosto 2015 |           |                 |
| FC Grănicerul  | 1 - 3     | FC Sîngerei     |
| FC Boldurești  | 1 - 2     | Sinteza Căușeni |
| 30 agosto 2015 |           |                 |
| Sparta Selemet | 0 - 1     | FC Cahul-2005   |

## Primo turno
| Squadra 1               | Risultato       | Squadra 2            |
| ----------------------- | --------------- | -------------------- |
| 13 settembre 2015       |                 |                      |
| FC Sîngerei             | 1 - 1 (3-4 dtr) | Victoria Bardar      |
| CS Drochia              | 0 - 0 (3-4 dtr) | FC Edineț            |
| Florești                | 1 - 4 (dts)     | CF Ungheni           |
| FC Teleneşti            | 1 - 1 (5-6 dtr) | FC Codru Lozova      |
| CS Intersport Sănătăuca | 0 - 0 (4-2 dtr) | FC Iskra-Stal        |
| Sinteza Căușeni         | 1 - 3           | Intersport-Aroma     |
| Politeh Chişinău        | 5 - 1           | FC Real-Succes       |
| FC Dava Soroca          | 0 - 3           | FC Spicul Chișcăreni |
| FC Sireți               | 2 - 1           | FC Sfântul Gheorghe  |
| FC Trachia Taraclia     | 0 - 4           | CF Găgăuzia          |
| FC Cahul-2005           | 5 - 2           | FC Prut Leova        |

## Secondo turno
| Squadra 1               | Risultato   | Squadra 2                     |
| ----------------------- | ----------- | ----------------------------- |
| 22 settembre 2015       |             |                               |
| Petrocub Hîncești       | 4 - 0       | Victoria Bardar               |
| CF Ungheni              | 1 - 0 (dts) | FC Edineț                     |
| FC Sireți               | 2 - 3       | CF Găgăuzia                   |
| 23 settembre 2015       |             |                               |
| FC Politehnica Chișinău | 0 - 6       | Intersport-Aroma Cobusca Nouă |
| Speranța Nisporeni      | 5 - 0       | FC Cahul-2005                 |

## Terzo turno
| Squadra 1            | Risultato       | Squadra 2                     |
| -------------------- | --------------- | ----------------------------- |
| 27 ottobre 2015      |                 |                               |
| Zaria Bălți          | 3 - 0           | CF Găgăuzia                   |
| Intersport Sănătăuca | 1 - 6           | Milsami Orhei                 |
| Spicul Chișcăren     | 2 - 2 (3-5 dtr) | Academia Chișinău             |
| FC Sheriff Tiraspol  | 8 - 1           | Intersport-Aroma Cobusca Nouă |
| 28 ottobre 2015      |                 |                               |
| Saxan Gagauz Yeri    | 0 - 0 (7-6 dtr) | Speranța Nisporeni            |
| Dinamo-Auto Tiraspol | 5 - 1           | FC Codru Lozova               |
| CF Ungheni           | 0 - 3           | Dacia Chișinău                |
| Zimbru Chișinău      | 3 - 0           | Petrocub Hîncești             |

## Quarti di finale
| Squadra 1            | Risultato | Squadra 2         |
| -------------------- | --------- | ----------------- |
| 19 aprile 2016       |           |                   |
| Dacia Chișinău       | 1 - 0     | Zimbru Chișinău   |
| Dinamo-Auto Tiraspol | 0 - 3     | Milsami Orhei     |
| Sheriff Tiraspol     | 1 - 0     | Academia Chișinău |
| 20 aprile 2016       |           |                   |
| Zaria Bălți          | 5 - 1     | Saxan Gagauz Yeri |

## Semifinali
| Squadra 1        | Risultato   | Squadra 2      |
| ---------------- | ----------- | -------------- |
| 10 maggio 2016   |             |                |
| Milsami Orhei    | 1 - 0 (dts) | Dacia Chișinău |
| Sheriff Tiraspol | 1 - 2 (dts) | Zaria Bălți    |

## Finale
| Arbitro: | Raczkowski |

|  |           |             |
|  | Marcatori | 101’ Boghiu |